# Stichting Nationaal Rijstonderzoeks Instituut
De Stichting Nationaal Rijstonderzoeks Instituut (SNRI) is een Surinaamse overheidsinstantie. Een belangrijke werkarm van het instituut is het Anne van Dijk Rijst Onderzoekscentrum Nickerie (Adron).

## Structuur en samenwerking
De SRNI maakt deel uit van het ministerie van Landbouw, Veeteelt en Visserij en heeft als werkarm het Anne van Dijk Rijst Onderzoekscentrum Nickerie (Adron). Daarnaast werkt het samen met Surzwam (een aannemingsbedrijf voor dijkwerkzaamheden) en de Stichting Machinale Landbouw (SML) (onder meer met het beschikbaar stellen van grond door de Westland Sama Group die door de SML wordt beheerd). Adron kreeg in november 2020, na een juridische strijd met de huurder Sundra Groep, de Prins Bernardpolder terug in exploitatie.

## Geschiedenis
Voorafgaand aan de SNRI, werd in 1973 het Praktijk Onderzoek Rijst (POR) opgericht met een vestiging in de Europolder. Deze instelling sloot echter in 1984 de deuren omdat er een tekort aan middelen en gekwalificeerd personeel was. Wel bleef de roep om de verbouw van rijst (Surinaams-Nederlands: padie) te onderzoeken en er een nationaal instituut voor op te richten. Enkele jaren later, in 1987, gaf het ministerie hier gehoor aan met de oprichting van de SNRI. Zeven jaar later werd het onderzoekscentrum ADRON als werkarm van het instituut geopend, voluit het Anne van Dijk Rijst Onderzoekscentrum Nickerie. Als locatie werd opnieuw voor de Europolder gekozen, ten zuiden van Nieuw-Nickerie.

## Onderzoek
Het instituut doet wetenschappelijk en toegepast onderzoek binnen de Surinaamse rijstsector, met het doel de rijstcultuur te stimuleren. Het werkt onder meer aan het beschikbaar komen van geschikt plantmateriaal voor de rijstverbouwers. In de loop van de jaren heeft het meerdere nieuwe rijstrassen ontwikkeld, en zaaigoed aan rijstboeren geleverd. Daarnaast richt het zich op nieuwe teeltmethoden, zoals ook het onderzoek naar drooglandrijst, de bestrijding van ziekten en plagen, en het geven van training en voorlichting aan rijstboeren.